# Osiedle Przyjaźń (Jastrzębie-Zdrój)
Osiedle Przyjaźń – osiedle mieszkaniowe w Jastrzębiu-Zdroju, położone w północno-zachodniej części miasta na terenach dawnego Jastrzębia Dolnego oraz Bożej Góry, będącej częścią dwóch wsi Jastrzębia Dolnego i Mszany. Jest jedną z 21 części miasta – jednostek pomocniczych gminy.
W 2019 osiedle liczyło 3828 mieszkańców i zajmowało obszar 316,65 ha. Osiedle graniczy z osiedlami Bogoczowiec i Zdrój na południu, Jastrzębie Górne i Dolne na wschodzie oraz gminą Mszana (wsie Mszana, Połomia i Gogołowa) w powiecie wodzisławskim na północy i zachodzie.

## Historia
Teren na którym położone jest osiedle należał dawniej do Bożej Góry, będącej częścią Mszany oraz wsi Jastrzębie Dolne. 1 września 1939 w pobliżu osiedla doszło do bitwy wojsk polskich z Niemcami. Teren Jastrzębia Dolnego stał się częścią gromady Jastrzębie Zdrój w 1954 roku i od tego momentu dzielił losy z Jastrzębiem-Zdrojem. Obszar Bożej Góry został włączony w granice miasta w 1975 roku. Do 1975 całość leżała w powiecie wodzisławskim. Początkowo osiedla nazywano osiedlem "Połomska", gdyż znajduje się w pobliżu drogi i granic z Połomią. Osiedle wybudowane zostało w latach 1962-1969, przy Kopalni Węgla Kamiennego "Jastrzębie". Przeważa zabudowa 3-5-kondygnacyjna, w południowej części budynki jednorodzinne.
W 1995 roku z terytorium osiedla wyłączono teren Osiedla Bogoczowiec.
Ulice wchodzące w skład osiedla: Bednorza, Piastów, Dunikowskiego, Morcinka, Wyspiańskiego, PCK, Brzechwy, Kopernika, Moniuszki, Krasickiego, Rymera, Lompy, Ligonia. Siedziba władz Zarządu Osiedla znajduje się przy ul. Dunikowskiego 5.
Na terenie osiedla znajduje się zabytkowy kościół drewniany z XVII w. przeniesiony z Wodzisławia Śląskiego – Jedłownika w 1974 oraz Kopalnia Węgla Kamiennego Jas-Mos.